# Crkva sv. Jelene (sv. Ivan Zelina)
Crkva sv. Jelene (sv. Ivan Zelina), rimokatolička crkva u mjestu Sveta Helena, u općini Sveti Ivan Zelina, zaštićeno kulturno dobro.

## Opis dobra
Izvorno gotička građevina iz druge polovine 16. st. povijesno je bila okružena drvenim palisadama i jarkom, što upućuje na obrambenu funkciju. Pregradnjom u neogotičkim oblicima dobiva današnji izgled 1866. godine, kada je bila u funkciji kapele kurije Adamovich-Hellenbach-Mikšić smještene u neposrednoj blizini. Jednobrodna je, pravokutnog tlocrta i jednokatna, što je njezina specifičnost povezana s obrambenom namjenom. Zaključena je poligonalnim svetištem uz koje je sa sjeverne strane smještena sakristija, a nad glavnim pročeljem izdiže se manji drveni zvonik. Svođena je, s parovima stupova u brodu koji stvaraju dojam trobrodnosti. Sačuvani su pojedini gotički arhitektonski elementi, a inventar je iz 19.stoljeća.

## Zaštita
Pod oznakom Z-2063 zavedena je kao nepokretno kulturno dobro - pojedinačno, pravna statusa zaštićena kulturnog dobra, klasificirano kao "sakralna graditeljska baština".